# Jerzy Lech Gębicki
Jerzy Lech Gębicki (ur. 1951 w Sosnowcu) – polski chemik, doktor habilitowany, profesor Politechniki Łódzkiej.
Dyplom magistra inżyniera uzyskał po ukończeniu studiów na Wydziale Chemicznym Politechniki Łódzkiej w 1973 roku. Po studiach rozpoczął pracę Międzyresortowym Instytucie Techniki Radiacyjnej PŁ. W 1981 roku uzyskał stopień naukowy doktora, a stopień doktora habilitowanego w 2005 roku.
Jego zainteresowania naukowe obejmują reakcje małocząsteczkowych rodników o znaczeniu biologicznym z aminokwasami, białkami, flawonoidami w roztworach wodnych i w układach mikroheterogenicznych (micele proste odwrotne), badanie właściwości układów mikroheterogenicznych metodami chemii radiacyjnej oraz zastosowanie metod impulsowych (radioliza impulsowa, stopped flow) w chemii i biochemii. Posiada w dorobku ponad 60 publikacji oraz jeden rozdział w książce. Wypromował jednego doktora.
W latach 2008–2012 pełnił funkcję prodziekana Wydziału Chemicznego PŁ ds. promocji i współpracy międzynarodowej, a w latach 2012–2015 prodziekana Wydziału Chemicznego PŁ ds. nauki i rozwoju. W latach 2015–2016 pełnił funkcję dziekana Wydziału.
W latach 2008–2015 kierownik Studiów doktoranckich na Wydziale Chemicznym PŁ. Członek prezydium Zarządu Głównego Polskiego Towarzystwa Badań Radiacyjnych (2004–2007). Prezes Oddziału Łódzkiego PTBR Oddziału Łódzkiego PTBR (1995–2001). Koordynator i główny organizator cyklu międzynarodowych konferencji PULS. Kierownik lub wykonawca 7 projektów badawczych KBN.
Odznaczony Odznaką Zasłużony dla Politechniki Łódzkiej (2002), Medalem Złotym za Długoletnią Służbę (2009) oraz Medalem Komisji Edukacji Narodowej (2012).